# Nathalie Oziol
Nathalie Oziol, née le 18 février 1990 à Toulouse, est une femme politique française. Elle est, depuis 2022, députée de la 2e circonscription de l'Hérault. Elle était précédemment enseignante d'anglais dans un lycée de Béziers.

## Biographie

### Jeunesse et études
Née à Toulouse le 18 février 1990, Nathalie Oziol suit des études de langue. Elle est reçue à l'agrégation d'anglais en 2013. Elle soutient en 2020 une thèse de doctorat d'anglais sur la langue des condamnés à mort dans le théâtre de Shakespeare,.

### Parcours politique
Elle s'engage auprès de La France insoumise dès la fondation du mouvement en 2016 et participe à différentes luttes, comme le mouvement social contre la réforme des retraites, la défense de l'Éducation nationale ou les marches pour le climat.
En 2020, elle fait partie des insoumis qui rejoignent le mouvement municipaliste Nous Sommes Montpellier en vue des élections municipales. Elle figure en 17e position sur la liste menée par Alenka Doulain au premier tour.
Elle se présente aux élections régionales et départementales de 2021 recueillant respectivement 5,14% des voix aux régionales (Hérault) et 17,32 % des voix aux départementales, dans le canton Montpellier-1.
Nathalie Oziol, candidate de la NUPES dans la deuxième circonscription de l'Hérault, arrive en tête avec 40,37 % lors du premier tour des élections législatives de 2022, devant Annie Yague, candidate de la majorité présidentielle qui obtient 18,52 % des suffrages. Elle est élue au second tour avec 63,33 % des suffrages.
À la suite de la dissolution de l'Assemblée nationale par le président de la République le 9 juin 2024 à la suite des élections européennes, elle se présente à sa succession, et elle est réélue dès le premier tour avec 58,22 % des suffrages.

## Résultats électoraux

### Élections législatives
| Année | Parti  | Parti | Circonscription | 1er tour | 1er tour | 1er tour | 2d tour | 2d tour | 2d tour |
| Année | Parti  | Parti | Circonscription | Voix     | %        | Rang     | Voix    | %       | Issue   |
| ----- | ------ | ----- | --------------- | -------- | -------- | -------- | ------- | ------- | ------- |
| 2022  |        | LFI   | 2e de l'Hérault | 11 513   | 40,37    | 1re      | 17 008  | 63,33   | Élue    |
| 2024  | 24 707 | LFI   | 2e de l'Hérault | 58,22    | Élue     |          |         |         |         |